# 艾达格罗夫
艾达格罗夫（Ida Grove）是美国艾奥瓦州艾达县的城市和县城。2010年美国人口普查时人口为2,142人。

## 历史
成立于1871年，现在被称为“老艾达格罗夫”的城镇位于河北侧。 然而，当铁路1877年在南边建成，艾达格罗夫被搬迁到那里。
艾达格罗夫于1878年5月31日成立，以希腊艾达山为名的艾达县为名。